# ブラチスラヴァ (小惑星)
ブラチスラヴァ (4018 Bratislava) は小惑星帯の小惑星である。チェコスロバキア（当時）のクレチ天文台 (Hvězdárna Kleť) でアントニーン・ムルコスが発見した。
スロバキアの首都（発見当時はチェコスロバキアの一都市）ブラチスラヴァに因んで命名された 。なお、スロバキアが独立したのはこの小惑星が正式登録された後、命名される前である。